# Nu Pagadi
Nu Pagadi [ˈnuː pagaˈdiː] war eine deutsche Dark-Rock-Band, die im Rahmen des ProSieben-Realityformats Popstars Ende 2004 zusammengestellt wurde und knapp ein Jahr existierte. Die Band verstand sich selbst als Glam-Rock-Band.

## Geschichte
Von August bis Dezember 2004 wurde auf ProSieben eine vierte und als „definitiv letzte“ angekündigte Popstars-Staffel mit dem entsprechenden Untertitel Jetzt oder nie! ausgestrahlt, aus der die Band Nu Pagadi hervorging. In der Jury beurteilten und entschieden der Produzent Uwe Fahrenkrog-Petersen, die Sängerin und Mit-Gewinnerin der ersten Staffel Sandy Mölling und der Texter Lukas Hilbert. Im Finale am 8. Dezember 2004 setzten sich Markus Grimm, Patrick Boinet, Kristina Dörfer und Doreen Steinert in einer Telefonabstimmung gegen ihre Mitbewerber Katrin Feist und Richard Mantarliev durch. Das Ergebnis wurde vor der Show durch eine Internetumfrage und innerhalb der Show durch ein Telefonvoting ermittelt. Bei der Auswahl der Bandmitglieder und späteren musikalischen Ausrichtung der Band orientierte man sich an den Erfolgen von unter anderem Oomph!, HIM und Ruslana; Stefan Raab sprach angesichts des nach außen getragenen Images von einer „Mischung aus Dschinghis Khan und Rammstein“.
Nachdem die Jury darauf achtete, dass alle zukünftigen Mitglieder der Band musikalische Erfahrungen mitbringen, setzte sich die Gruppe letztendlich aus dem vormals hobbymäßig Gitarre spielenden Markus Grimm, der drei Jahre lang eine Musicalausbildung genossen hatte, Patrick „Pat“ Boinet und Kristina „Kris“ Dörfer, die schon zuvor professionell als Sängerin tätig war, zusammen.
Doreen Steinert, das vierte Mitglied der Band, verließ die Band schon fünf Monate nach deren Gründung im Mai 2005, da es nach offiziellen Angaben zwischen ihr und den restlichen Bandmitgliedern musikalische Differenzen gab. Nachdem Nu Pagadis zweite Single Dying Words nicht die kommerziellen Erwartungen der Plattenfirma erfüllen konnte, verlor die Band kurz darauf ihren Vertrag mit Universal Music.
Nach insgesamt neun Monaten verkündete die Band am 23. September 2005 offiziell ihre Trennung. Als Grund wurden zuerst musikalische, kurz darauf aber auch persönliche Differenzen genannt. Während Boinet und Grimm gemeinsam Rockmusik machen wollten, plante Dörfer sich in Richtung Soul zu orientieren, nachdem sie sich in Nu Pagadi nur als „Marionette“ fühlte, die zu „funktionieren“ hatte: „Diese Steinzeit-Kostüme und Lederklamotten, wie ich sie bei Nu Pagadi tragen musste, waren nie mein Stil. Unsere Schrei-Musik auch nicht.“

## Bandname

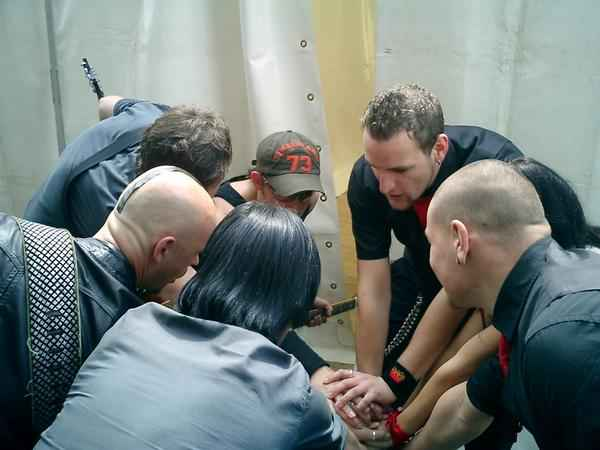
Nu Pagadi vor einem Auftritt

Der Name der Gruppe Nu Pagadi ist die lautgetreue Wiedergabe des russischen Ausrufs Ну, погоди!, was sinngemäß Na warte! bedeutet (die korrekte Transkription lautet Nu, pogodi!). Nu, pogodi! ist der Originaltitel der russischen Trickfilmserie Hase und Wolf. Der Name wurde der Band vom Produzententeam zum Ende der Popstars-Staffel vorgegeben.

## Mitglieder
- Patrick „Pat“ Boinet (* 5. Januar 1976 in Berlin)

Patrick Boinet qualifizierte sich beim Popstars-Casting in Nürnberg im sogenannten Second-Chance-Casting für eine Teilnahme an den weiteren Runden des Castingprozesses. Für dieses spezielle Casting hatte er sich aufgrund seiner vorherigen Teilnahme an der Sat.1-Castingshow Star Search qualifiziert. Nach dem Aus von Nu Pagadi fungierte er als Jury-Mitglied in der Karaoke-Show Shibuya auf VIVA. Seit 2013 ist Boinet Frontsänger der aus Winterthur stammenden Rockgruppe ZOMA.

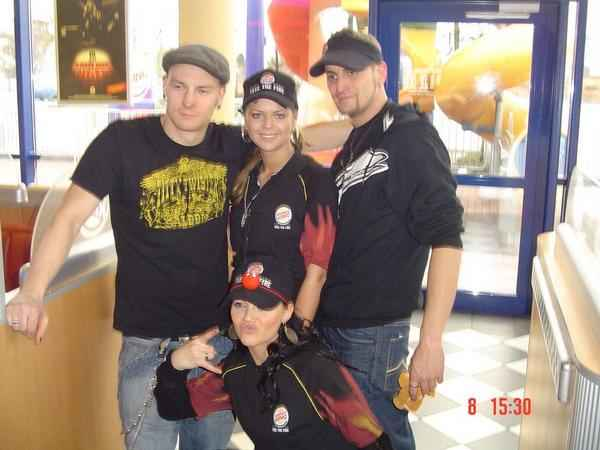
Nu Pagadi in Urbesetzung
Hinten v. l. n. r.: Patrick Boinet, Doreen Steinert, Markus Grimm
Vorne: Kristina Dörfer

- Kristina Dörfer (* 26. Juli 1984 in Wurzen)

Kristina Dörfer hatte schon zuvor an anderen Castingshows wie Deutschland sucht den Superstar oder Teenstar teilgenommen. Ihre guten Platzierungen dort waren auch ausschlaggebend für eine Bewerbung bei Popstars. Die Jury lobte ihren Ehrgeiz, ihre Ausdauer und ihre sehr kräftige Stimme.
Inzwischen hat Dörfer unter dem Künstlernamen KR!S eine Solokarriere begonnen und am 6. Oktober 2006 die Single Room for More herausgebracht, welche bis in Top 10 der finnischen Charts einstieg.
Von Dezember 2006 bis September 2009 war sie in der ARD-Seifenoper Verbotene Liebe in der Rolle der Olivia Schneider zu sehen.
- Markus Grimm (* 5. Mai 1979 in Moers)

Vor seiner Tätigkeit als Sänger der Band Nu Pagadi arbeitete Markus Grimm als Musikjournalist für das Magazin plugged und sang in der Formation Cabrit Sans Cor.
Eine Soundtrack-Veröffentlichung (Fight Back) erschien im April 2006 unter seinem Eigennamen. Nach verschiedenen Songtexten für andere Künstler ist im Januar 2009 sein Gedichtbuch Cosmic Dancer erschienen.
Im Jahr 2009 veröffentlichte Grimm mit dem Sieger von Star Search, Martin Kesici, ein Buch namens Sex, Drugs & Castingshows.
- Doreen Steinert (* 4. November 1986 in Potsdam)

Doreen Steinert war bereits in der dritten Popstars-Staffel dabei, kam dort aber nur unter die letzten 50 Teilnehmer. Im Mai 2005 trennte sie sich von Nu Pagadi. Der offizielle Grund hierfür waren musikalische Differenzen.
Im September 2005 und Oktober 2006 veröffentlichte sie jeweils eine eigene Single unter ihrem Namen. 2011 erschien ihr erstes Soloalbum.

## Diskografie

### Studioalben
| Jahr | Titel Musiklabel                      | Höchstplatzierung, Gesamtwochen, AuszeichnungChartplatzierungen (Jahr, Titel, Musiklabel, Platzierungen, Wochen, Auszeichnungen, Anmerkungen) | Höchstplatzierung, Gesamtwochen, AuszeichnungChartplatzierungen (Jahr, Titel, Musiklabel, Platzierungen, Wochen, Auszeichnungen, Anmerkungen) | Höchstplatzierung, Gesamtwochen, AuszeichnungChartplatzierungen (Jahr, Titel, Musiklabel, Platzierungen, Wochen, Auszeichnungen, Anmerkungen) | Anmerkungen                          |
| Jahr | Titel Musiklabel                      | DE | AT | CH | Anmerkungen                          |
| ---- | ------------------------------------- | --- | --- | --- | ------------------------------------ |
| 2005 | Your Dark Side Cheyenne Records (UMG) | DE1 (12 Wo.)DE | AT5 (10 Wo.)AT | CH6 (9 Wo.)CH | Erstveröffentlichung: 3. Januar 2005 |

### Singles
| Jahr | Titel Album                    | Höchstplatzierung, Gesamtwochen, AuszeichnungChartplatzierungen (Jahr, Titel, Album, Platzierungen, Wochen, Auszeichnungen, Anmerkungen) | Höchstplatzierung, Gesamtwochen, AuszeichnungChartplatzierungen (Jahr, Titel, Album, Platzierungen, Wochen, Auszeichnungen, Anmerkungen) | Höchstplatzierung, Gesamtwochen, AuszeichnungChartplatzierungen (Jahr, Titel, Album, Platzierungen, Wochen, Auszeichnungen, Anmerkungen) | Anmerkungen                                                 |
| Jahr | Titel Album                    | DE | AT | CH | Anmerkungen                                                 |
| ---- | ------------------------------ | --- | --- | --- | ----------------------------------------------------------- |
| 2004 | Sweetest Poison Your Dark Side | DE1 Gold · (14 Wo.)DE | AT1 Gold · (17 Wo.)AT | CH1 (12 Wo.)CH | Erstveröffentlichung: 13. Dezember 2004 Verkäufe: + 200.000 |
| 2005 | Dying Words Your Dark Side     | DE22 (9 Wo.)DE | AT36 (5 Wo.)AT | CH47 (5 Wo.)CH | Erstveröffentlichung: 20. Februar 2005                      |